# Noctua corsatra
Noctua corsatra là một loài bướm đêm trong họ Noctuidae.